# Pappobolus decumbens
Pappobolus decumbens là một loài thực vật có hoa trong họ Cúc. Loài này được Panero mô tả khoa học đầu tiên năm 1992.